# Parapagurus diogenes
Parapagurus diogenes är en kräftdjursart som först beskrevs av Thomas Whitelegge 1900.  Parapagurus diogenes ingår i släktet Parapagurus och familjen Parapaguridae. Inga underarter finns listade i Catalogue of Life.